# Рассвет халифата и возвращение золотого динара
«Рассвет халифата и возвращение золотого динара» (англ. The Rise of the Khilafah and the Return of the Gold Dinar) — документальный фильм Исламского государства (ИГ) на английском языке с пропагандистской направленностью. Вышел 29 августа 2015 года, снят студией медиацентра Al-Hayat, продолжительность 55 минут, субтитры на арабском языке. Фильм посвящён критике капитализма и мировой финансовой системы, в нём анонсируется выпуск собственной валюты ИГ — золотого динара и серебряного дирхама.
В фильме говорится, что США установили контроль над мировой экономикой; по мнению авторов, американская «капиталистическая система порабощения» в лице Федеральной резервной системы (ФРС США) выпускает ничем не обеспеченные листы бумаги под названием «доллары». Тем самым, считают авторы, ФРС США пытается «заменить золото и серебро, созданные Аллахом как стандартные меры стоимости для покупки и обмена товаров и услуг». Утверждается, что ФРС является частной компанией, которая принуждением и обманом навязывает людям свои бумажки; диктор говорит, что это «символ несправедливости и тирании», что капитализм с выплатой процентов — это «сатанинская система».
Диктор провозглашает, что «Аллах благословил Халифат и дал ему способность сбросить оковы ФРС и восстановить золотой динар и серебряный дирхам». В фильме представлены отчеканенные монеты ИГ и сцена, где представитель ИГ показывает монеты гражданским лицам и бойцам на улицах Ракки. Он объясняет, что новая валюта «возвращает власть денег» к людям. Один из уличных продавцов обнимает представителя ИГ, восклицая: «Мы становимся свидетелями возвращения дней, какими они были во времена пророка». Фильм завершается видеоклипом с новым нашидом ИГ — For the sake of Allah («Во имя Аллаха»).
С технической стороны фильм снят на высоком уровне.